# Denpa Sangyōkai
Denpa Sangyōkai (jap. 一般社団法人 電波産業会, Ippan shadan hōjin ~, engl. Association of Radio Industries and Businesses, kurz ARIB) ist die japanische Rundfunk-Standardisierungsorganisation. Sie ist u. a. für die Nomensetzung des Digitalfernsehens in Japan verantwortlich. Der Sitz ist in Chiyoda-ku (Präfektur Tokio).
Die ARIB adaptierte DVB und die Java-basierte DVB-Spezifikation GEM unter dem Namen „ARIB B.23“ („ARIB AE“-Middleware) für Japan. Hierdurch soll eine Interoperabilität mit dem Mainstream von MHP gewährleistet sein. Die Standards Multimedia Home Platform (MHP) in Europa und Open Cable Application Platform (OCAP) in Nordamerika basieren ebenfalls auf GEM.
Die Entwicklung von GEM wurde hierbei von ARIB gemeinsam mit OCAP (Cable Labs) forciert.
Im Februar 2003 wurde GEM v1.0 veröffentlicht, später folgte GEM 1.0.1 und seit Mai 2005 existiert ein Entwurf von v1.0.2. In letzterem wird sowohl Bezug auf das von MHP 1.0.x bekannte DVB-J genommen, als auch auf das DVB-HTML aus MHP 1.1.x. So gesehen ist GEM lediglich eine Containerspezifikation, die sich bei MHP (1.x.x), OCAP (1.0.3) und anderen Standards bedient.